# 赫斯特斯肯冰原島峰
71°52′S 27°15′E / 71.867°S 27.250°E
赫斯特斯肯冰原島峰，是南極洲的冰原島峰，位於毛德皇后地的朗希爾德公主海岸，處於巴爾肯山以北7公里，海拔高度2,350米，挪威製圖師根據該國探險隊拍攝的空中照片繪入地圖，現時由南極條約體系管理。